# Marokko op de Olympische Winterspelen 1968
Tijdens de Olympische Winterspelen van 1968, die in Grenoble (Frankrijk) werden gehouden, nam Marokko voor de eerste keer deel.

## Deelnemers en resultaten

### Alpineskiën
| Olympiër        | Discipline       | Resultaat | Prestatie                           |
| --------------- | ---------------- | --------- | ----------------------------------- |
| Mohamed Aomar   | reuzenslalom (m) | dnf-1     | opgave run 1                        |
| Mohamed Aomar   | slalom (m)       | dnq       | niet geplaatst voor finalewedstrijd |
| Said Housni     | reuzenslalom (m) | 83e       | 4.40,68 (+1.11,40)                  |
| Said Housni     | slalom (m)       | dnq       | niet geplaatst voor finalewedstrijd |
| Hassan Lahmaoui | reuzenslalom (m) | 86e       | 4.48,66 (+1.19,38)                  |
| Hassan Lahmaoui | slalom (m)       | dnq       | niet geplaatst voor finalewedstrijd |
| Mehdi Mouidi    | slalom (m)       | dnq       | niet geplaatst voor finalewedstrijd |
| Mimoun Ouitot   | reuzenslalom (m) | dnf-1     | opgave run 1                        |

Argentinië · Australië · Bondsrepubliek Duitsland · Bulgarije · Canada · Chili · Denemarken · Duitse Democratische Republiek · Finland · Frankrijk · Griekenland · Groot-Brittannië · Hongarije · IJsland · India · Iran · Italië · Japan · Joegoslavië · Libanon · Liechtenstein · Marokko · Mongolië · Nederland · Nieuw-Zeeland · Noorwegen · Oostenrijk · Polen · Roemenië · Sovjet-Unie · Spanje · Tsjecho-Slowakije · Turkije · Verenigde Staten · Zuid-Korea · Zweden · Zwitserland